# Bőd (Beszterce-Naszód megye)
Bőd (románul: Beudiu) település Romániában, Erdélyben, Beszterce-Naszód megyében.

## Fekvése
Bethlentől délre fekvő település.

## Története
Bőd nevét már 1305-ben említette oklevél Beud néven.
1485-ben Beed, 1511-ben Bewd, 1587-ben Malom, Beod, 1733-ban Beiugy, 1750-ben Bögy, 1760–1762 között Böd, 1808-ban Böd, Beöd, Bögyu, 1861-ben Bööd, 1913-ban Bőd néven írták.
1305-ben az Apafi család birtoka volt.
1524 Bewd határában fekvő, Borzás felé eső halastavát említették.
1646-ban Beod néven I. Rákóczi György volt a birtokosa.
1891-ben a Pallas Nagy Lexikona írta a településről:
Bőd (Böőd, Beudu, Bogyu), kisközség Szolnok-Doboka vármegye kékesi járásában, 701 oláh lakossal, gőzmalommal.
A trianoni békeszerződés előtt Szolnok-Doboka vármegye Kékesi járásához tartozott.
1910-ben 763 lakosából 38 magyar, 49 német, 676 román volt. Ebből 674 görögkatolikus, 25 református, 56 izraelita volt.

## Források

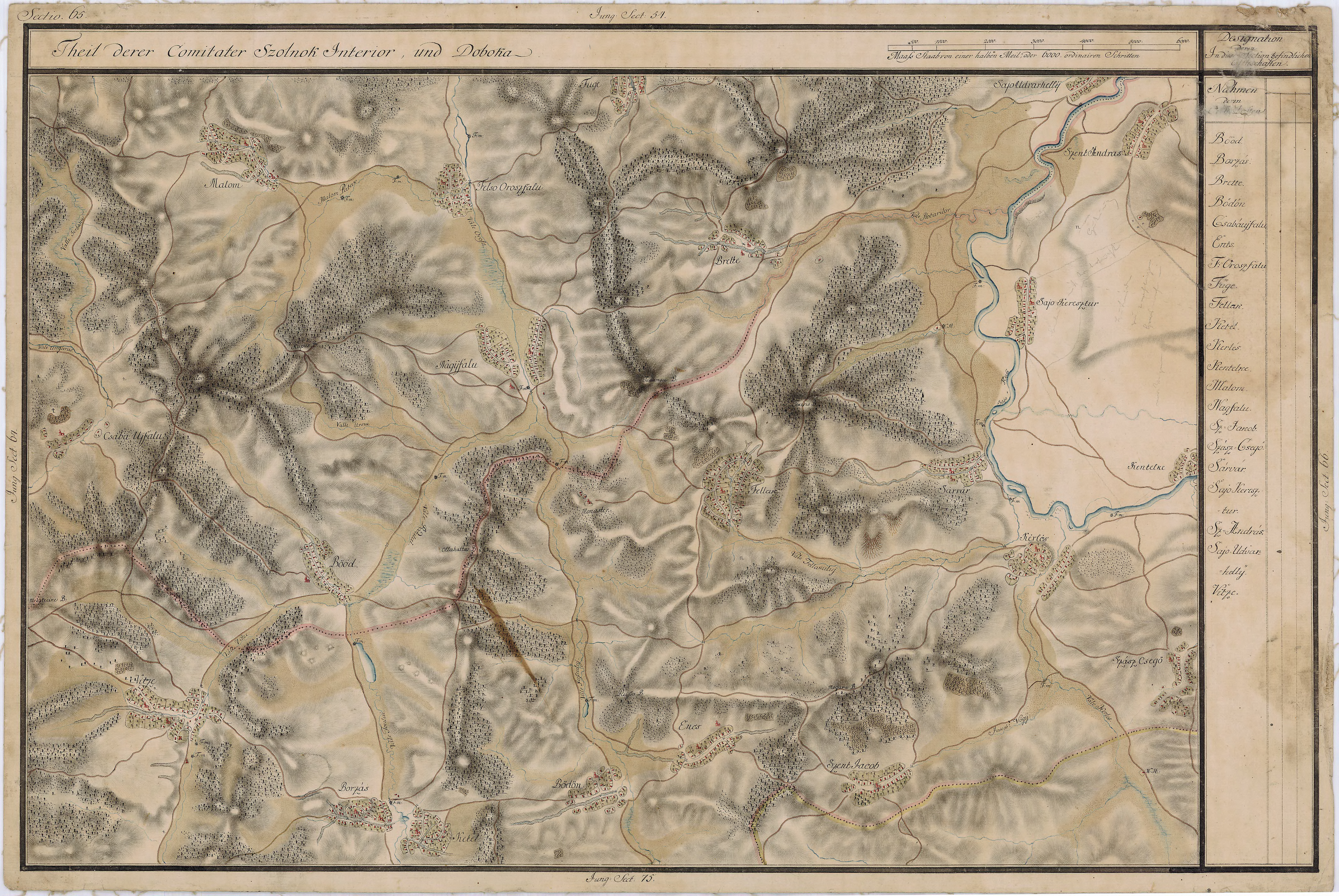
Bőd egy régi, 1700-as évekből való térképen